# 떡조개
떡조개(학명: Dosinia japonica)는 백합과에 속한 조개의 일종이다. 한국 충남, 경남, 제주도 연안, 일본, 중국, 홍콩, 하이난 등에 분포한다. 초밥, 회, 구이 등으로 먹는다.